# Lucas Torró
Lucas Torró Marset (Cocentaina, 19 luglio 1994) è un calciatore spagnolo, centrocampista dell'Osasuna.

## Caratteristiche tecniche
È un mediano.

## Carriera

### Club
Ha esordito il 10 gennaio 2012 con la maglia dell'Alcoyano in un match pareggiato 2-2 contro l'Almería.
Nel 2017, dopo tre stagioni nella cantera del Real Madrid, viene ceduto all'Osasuna.

### Nazionale
Ha giocato nella nazionale spagnola Under-19.

## Statistiche

### Presenze e reti nei club
Statistiche aggiornate al 10 settembre 2024.
| Stagione                   | Squadra                    | Campionato | Campionato | Campionato | Coppe nazionali | Coppe nazionali | Coppe nazionali | Coppe continentali | Coppe continentali | Coppe continentali | Altre coppe | Altre coppe | Altre coppe | Totale | Totale | Totale |
| Stagione                   | Squadra                    | Comp       | Pres       | Reti       | Comp            | Pres            | Reti            | Comp               | Pres               | Reti               | Comp        | Pres        | Reti        | Pres   | Reti   |        |
| -------------------------- | -------------------------- | ---------- | ---------- | ---------- | --------------- | --------------- | --------------- | ------------------ | ------------------ | ------------------ | ----------- | ----------- | ----------- | ------ | ------ | ------ |
| 2011-2012                  | Alcoyano                   | SD         | 2          | 0          | CR              | 0               | 0               |                    | -                  | -                  |             | -           | -           | 2      | 0      |        |
| 2013-2014                  | Real Madrid B              | SD         | 18         | 0          |                 | -               | -               |                    | -                  | -                  |             | -           | -           | 18     | 0      |        |
| 2014-2015                  | Real Madrid B              | SB         | 24         | 1          |                 | -               | -               |                    | -                  | -                  |             | -           | -           | 24     | 1      |        |
| 2015-2016                  | Real Madrid B              | SB         | 10         | 0          |                 | -               | -               |                    | -                  | -                  |             | -           | -           | 10     | 0      |        |
| Totale Real Madrid B       | Totale Real Madrid B       |            | 52         | 1          |                 | -               | -               |                    | -                  | -                  |             | -           | -           | 52     | 1      |        |
| 2016-2017                  | Real Oviedo                | SD         | 39         | 1          | CR              | 1               | 0               |                    | -                  | -                  |             | -           | -           | 40     | 1      |        |
| 2017-2018                  | Osasuna                    | SD         | 37         | 1          | CR              | 2               | 0               |                    | -                  | -                  |             | -           | -           | 39     | 1      |        |
| 2018-2019                  | Eintracht Francoforte      | BL         | 8          | 0          | CG              | 1               | 0               | UEL                | 3                  | 1                  | SG          | 1           | 0           | 13     | 1      |        |
| 2019-2020                  | Eintracht Francoforte      | BL         | 7          | 0          | CG              | 1               | 0               | UEL                | 4                  | 1                  | -           | -           | -           | 12     | 1      |        |
| Totale Eintracht Frankfurt | Totale Eintracht Frankfurt | BL         | 15         | 0          | CG              | 2               | 0               | UEL                | 7                  | 2                  | SG          | 1           | 0           | 25     | 2      |        |
| 2020-2021                  | Osasuna                    | PD         | 25         | 0          | CR              | 2               | 0               |                    | -                  | -                  |             | -           | -           | 27     | 0      |        |
| 2021-2022                  | Osasuna                    | PD         | 33         | 1          | CR              | 0               | 0               |                    | -                  | -                  |             | -           | -           | 33     | 1      |        |
| 2022-2023                  | Osasuna                    | PD         | 33         | 1          | CR              | 5               | 1               |                    | -                  | -                  |             | -           | -           | 19     | 0      |        |
| 2023-2024                  | Osasuna                    | PD         | 28         | 1          | CR              | 2               | 0               | UECL               | 2                  | 0                  | SS          | 0           | 0           | 32     | 1      |        |
| 2024-2025                  | Osasuna                    | PD         | 4          | 0          | CR              | 0               | 0               |                    | -                  | -                  |             | -           | -           | 4      | 0      |        |
| Totale Osasuna             | Totale Osasuna             |            | 160        | 4          | CR              | 11              | 1               | UECL               | 2                  | 0                  |             | -           | -           | 173    | 5      |        |
| Totale carriera            | Totale carriera            |            | 268        | 6          |                 | 14              | 1               |                    | 9                  | 2                  | SG          | 1           | 0           | 292    | 9      |        |

### Cronologia Presenze e Reti con la Nazionale
| Cronologia completa delle presenze e delle reti in nazionale ― Spagna under 19 | Cronologia completa delle presenze e delle reti in nazionale ― Spagna under 19 | Cronologia completa delle presenze e delle reti in nazionale ― Spagna under 19 | Cronologia completa delle presenze e delle reti in nazionale ― Spagna under 19 | Cronologia completa delle presenze e delle reti in nazionale ― Spagna under 19 | Cronologia completa delle presenze e delle reti in nazionale ― Spagna under 19 | Cronologia completa delle presenze e delle reti in nazionale ― Spagna under 19 | Cronologia completa delle presenze e delle reti in nazionale ― Spagna under 19 |
| Data                                                                           | Città                                                                          | In casa                                                                        | Risultato                                                                      | Ospiti                                                                         | Competizione                                                                   | Reti                                                                           | Note                                                                           |
| ------------------------------------------------------------------------------ | ------------------------------------------------------------------------------ | ------------------------------------------------------------------------------ | ------------------------------------------------------------------------------ | ------------------------------------------------------------------------------ | ------------------------------------------------------------------------------ | ------------------------------------------------------------------------------ | ------------------------------------------------------------------------------ |
| 23-7-2013                                                                      | Kaunas                                                                         | Lituania under 19                                                              | 0 – 2                                                                          | Spagna under 19                                                                | Europeo Under-19 2013 - Gironi                                                 | -                                                                              | 58’                                                                            |
| 26-7-2013                                                                      | Alytus                                                                         | Paesi Bassi under 19                                                           | 2 – 3                                                                          | Spagna under 19                                                                | Europeo Under-19 2013 - Gironi                                                 | -                                                                              | 75’                                                                            |
| 29-7-2013                                                                      | Kaunas                                                                         | Spagna under 19                                                                | 1 – 2 dts                                                                      | Francia under 19                                                               | Europeo Under-19 2013 - Semifinali                                             | -                                                                              | 80’                                                                            |
| Totale                                                                         |                                                                                | Presenze                                                                       | 3                                                                              |                                                                                | Reti                                                                           | 0                                                                              |                                                                                |